# Sklené (Malá Morava)
Sklené (deutsch Glasdörfel, auch Glasdörfl) ist ein Ortsteil der Gemeinde Malá Morava in Tschechien. Er liegt sieben Kilometer nordöstlich von Králíky und gehört zum Okres Šumperk.

## Geographie
Sklené erstreckt sich entlang des Baches Malá Morava (Kleine March) im südlichen Teil des Glatzer Schneegebirges. Östlich erheben sich die Sviní hora (Sauberg, 1073 m) und der Kámen (Kronberg, 829 m), im Nordosten der Horní Sviní hora (Oberer Sauberg, 1096 m) und im Norden der Souš (Steinberg, 1224 m) und Chlum (Unterer Bauerberg, 1115 m). Westlich des Dorfes befinden sich Bunkerlinien des Tschechoslowakischen Walls.
Nachbarorte sind Hynčice pod Sušinou im Nordosten, Vysoká im Osten, Vojtíškov und Křivá Voda im Südosten, Malá Morava im Süden, Červený Potok im Südwesten, Dolní Morava und Velká Morava im Westen sowie Horní Morava im Nordwesten. Südlich liegt die erloschene Ansiedlung Krondörfl.

## Geschichte
Seit 1437 ist die Existenz einer zur Herrschaft Eisenberg gehörigen Glashütte an der Kleinen March nachweisbar, um die sich die Ansiedlung Glasdorfl entwickelte. Im Jahre 1677 weist das Hufenregister für den Ort sieben alte und zwei neue Anwesen aus, darunter waren drei Bauern und vier Gärtner. 1689 verkaufte der Glasmacher Peter Hanzel die Glashütte an die Herrschaft Goldenstein. Diese ließ die Hütte abbrechen und deren Grund an 31 Siedler parzellieren. 1834 bestand das Dorf aus 42 Häusern und hatte 324 Einwohner.
Nach der Aufhebung der Patrimonialherrschaften bildete Glasdorfl / Sklenov ab 1850 eine politische Gemeinde im Bezirk Mährisch Schönberg und gehörte zum Gerichtsbezirk Altstadt. In dieser Zeit wurde auch eine einklassige Dorfschule eingerichtet. Im Ort bestand eine Wassermühle und 1902 wurde eine mechanische Weberei errichtet. Zum Ende des 19. Jahrhunderts begann in dem Gebirgsdorf der Bevölkerungsrückgang. Im Jahre 1900 hatte Glasdorfl 353 deutsche Einwohner, die in 69 Häusern lebten. 1930 hatte der Ort nur noch 293 Einwohner. Infolge des Münchner Abkommens wurde die Gemeinde 1938 dem Deutschen Reich zugeschlagen und gehörte zunächst zum Landkreis Mährisch Schönberg. 1939 hatte Glasdörfel 276 Einwohner. Im Zuge einer Neugliederung der sudetendeutschen Landkreise wurde das mährische Dorf am 1. Mai 1939 dem böhmischen Landkreis Grulich zugeordnet, bei dem es bis 1945 verblieb. Nach dem Zweiten Weltkrieg erfolgte die Vertreibung der deutschen Bewohner. 1948 wurde das Dorf nach Malá Morava eingemeindet und kam zugleich zum Okres Šumperk zurück. 1950 lebten in den 65 Häusern nur noch 111 Menschen. In dieser Zeit stellte auch die Weberei die Produktion ein und die Einwohnerzahl von Sklené sank stetig. Im Jahre 1991 dienten nur noch fünf Häuser des Dorfes dauerhaft zu Wohnzwecken und Sklené hatte 18 Einwohner. Im Jahre 2001 bestand das Dorf aus 11 Wohnhäusern, in denen 23 Menschen lebten.

## Sehenswürdigkeiten
- Kapelle, erbaut 1838 und zwischen 1929 und 1930 renoviert